# Artur Lara Ulrich
Artur Lara Ulrich (1851 — ?) foi um jornalista e político brasileiro.
Filho de  Antônio Maria Ulrich e Francisca de Lara. Em 1875, comprou o Jornal do Comércio de Pelotas do escritor Antônio Joaquim Dias com o compromisso de não fundar na cidade de Pelotas outro jornal ou oficina tipográfica. Neste jornal trabalhou Lobo da Costa em 1876. Foi também membro da Sociedade Partenon Literário.
Foi eleito  deputado estadual, à 22ª Legislatura da Assembleia Legislativa do Rio Grande do Sul, de 1893 a 1897.